# Пешков, Максим Алексеевич
Макси́м Алексе́евич Пешко́в (27 июля [8 августа] 1897, село Мануйловка, Полтавская губерния — 11 мая 1934, Москва) — сын писателя Максима Горького (Алексея Максимовича Пешкова) и его первой жены Екатерины Пешковой (урождённой Волжиной).

## Жизненный путь
Детские годы Максим Пешков (1906—1913) провёл за границей, в таких странах, как Германия, Швейцария и Италия. В этот период он занимался различными видами спорта.
Ирина Гогуа вспоминала: «Максим был очень интересный художник. Он, например, рисовал тушью маленькие картинки. Вот как-то он мне принёс серию рисунков — разрез гамбургских публичных домов. Представляете, на четверти, на половине листа, тушью, разрез шестиэтажного публичного дома со всякими ситуациями. Причем злейшая карикатура. Я Максу сказала, что если ты людей видишь такими, то как же можно жить? А он ответил: „Ты думаешь, они лучше?“».
В апреле 1917 года вступил в РСДРП(б).
В 1918—1919 годах служил в ЧК. Занимался продовольственным снабжением столиц.
В 1920 году Максим стал работать комиссаром на курсах всевобуча — нечто вроде ликбеза для красноармейцев. Здесь он сколотил крепкий преподавательский коллектив, хлопотал о помещениях, о питании курсантов. Составил интересные планы занятий, не забыв все виды спорта, какие знал.
В 1922 году уехал к отцу в Италию вместе с будущей супругой Надеждой Введенской, дочерью известного московского врача. Поженились они в Берлине. От их брака родились дочери Марфа (1925, Сорренто — 2021, Москва), в будущем — архитектор, и Дарья (1927, Неаполь — 2023, Москва), в будущем — актриса Театра имени Вахтангова.
О Максиме Пешкове в Италии есть немало страниц воспоминаний в двух очерках с одинаковым названием «Горький» (1936 и 1939) Владислава Ходасевича, жившего в 1925 году на даче Горького в Сорренто. 28-летний Максим предстаёт в них как симпатичный, но предельно инфантильный молодой человек, имевший большие задатки актёрского дарования, интересовавшийся кино, мотоциклами, фотографией и стремившийся в Москву, поскольку Дзержинский обещал подарить ему автомобиль.
В 1932 году Максим вернулся в Москву вместе с отцом, женой и детьми. Он не занимался никакой работой, предпочитая праздность и расточать деньги, что вызывало конфликты с П. П. Крючковым, помощником и секретарем Горького.   
Умер 11 мая 1934 года после непродолжительной болезни, причиной которой, по некоторым сведениям, стало то, что Крючков оставил его нетрезвого на морозе. Официальная версия смерти — воспаление лёгких.
Ирина Гогуа, видевшая его перед злополучной поездкой в Горки, высказывала сомнения в причине смерти.
Дочь М. А. Пешкова Марфа вспоминала: «Папа приехал от Ягоды, который его всё время звал и напаивал… вышел из машины и направился в парк. Сел на скамейку и заснул. Разбудила его нянечка. Пиджак висел отдельно. Это было 2 мая. Папа заболел и вскоре умер от двустороннего воспаления лёгких».
Похоронен на Новодевичьем кладбище.
Из-за смерти сына Горького Первый съезд советских писателей (1934) был перенесён на несколько месяцев.

## Обвинение в убийстве
В 1938 году обвинение в убийстве сына Горького (как и самого Горького) было предъявлено на Третьем Московском процессе Г. Г. Ягоде и П. П. Крючкову. Ягода признал себя виновным и утверждал, что делал это из «личных соображений» — из-за влюблённости в жену Максима Н. А. Введенскую-Пешкову, которая после смерти мужа была некоторое время его любовницей. Ягода и Крючков были расстреляны по приговору суда. Неизвестно, соответствует ли действительности это обвинение: эмигрант Ходасевич (хорошо знавший и Максима, и Крючкова) и многие современные исследователи находят это правдоподобным. Но, согласно книге Г. Херлинга-Грудзинского «Семь смертей Максима Горького», оснований верить обвинительному заключению нет.
В. Баранов высказывал предположение, что перед Первым съездом советских писателей власть хотела деморализовать Горького, чтобы он не наговорил в своей речи лишнего. Он допускает, что случившаяся 11 мая 1934 года смерть сына пролетарского писателя М. Пешкова — преднамеренное убийство.

## В литературе
- Максим Пешков упоминается в повести В. П. Катаева «Хуторок в степи».